# Хосе Насасси (стадион)
Стадион имени Хосе́ Наса́сси, либо Парк Хосе Насасси, либо просто Парк Насасси (исп. Estadio Parque José Nasazzi) — футбольный стадион в городе Монтевидео, расположенный в районе Прадо. Назван в честь одного из лучих защитников в истории мирового футбола, капитана сборной Уругвая, чемпиона мира и двукратного Олимпийского чемпиона Хосе Насасси, много лет выступавшего за клуб «Белья Виста», которому и принадлежит данная арена.

## История
В 1923 году у «Белья Висты» впервые появился собственный стадион, который располагался на том же месте, что и современный стадион. Он назывался «Парк Оливос». После того, как на этом месте в 1929 году был воздвигнут новый стадион, прежнее название перенеслось на него. В 1931 году стадион получил название «Парк Белья Виста». В 1933 году Насасси перешёл в «Насьональ» — легендарный капитан сборной Уругвая к тому моменту ещё ни разу не был чемпионом Уругвая, а в стане «трёхцветных» бороться за этот титул было проще. Этот переход принёс в казну «Белья Висты» огромные по тем временам деньги — 800 песо. Отдавая дань выдающимся заслугам Насасси, руководство «Папалес» в 1934 году приняло решение переименовать стадион в его честь — «Парк Хосе Насасси» — несмотря на то, что сам игрок всё ещё продолжал профессиональную карьеру, пусть и в другом клубе.
С 7 октября 2000 года арена стала называться «стадион Хосе Насасси».
Стадион расположен на Авениде Леон Рибейро в Монтевидео. Трибуны рассчитаны на 15 тыс. зрителей, однако в последние десятилетия используются не все трибуны и обычно вместимость не превышает 8-10 тысяч зрителей. По состоянию на начало столетия стадион вмещал 5 002 зрителя.

## Галерея

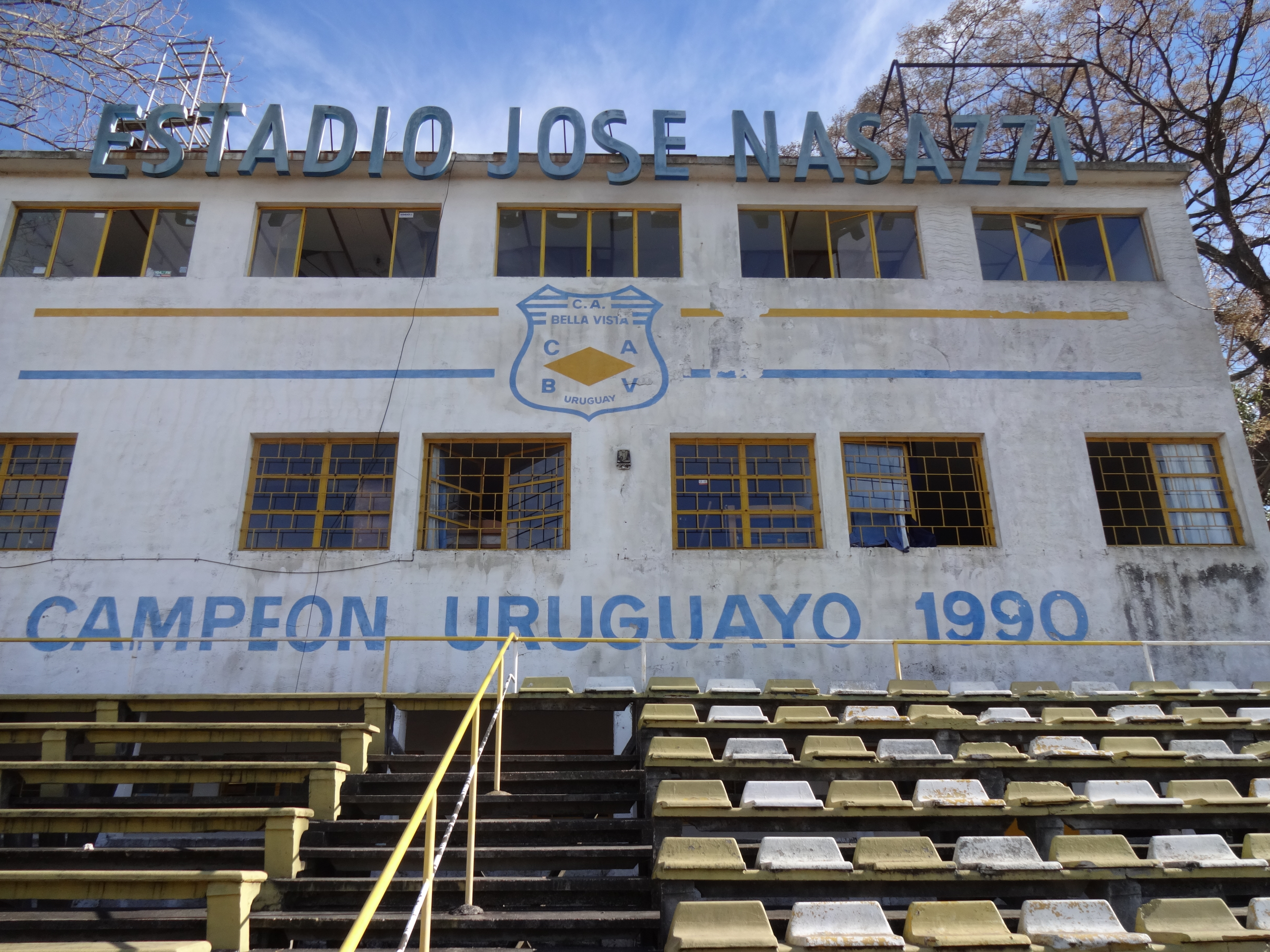
Трибуны стадиона, 2 июля 2014 года